# エスワティニの国章
エスワティニの国章（エスワティニのこくしょう）は、独立に伴い1968年に制定された。エスワティニの伝統文化を示すシンボルがいくつか描かれている。獅子は王、象は女王を表している。この2頭が支えるングニ族の伝統的な盾は「防御」を表している。盾の上には収穫祭の時につけられる羽根のついた王冠が乗っている。盾の下のバナーには、スワジ語で「我々は巨大な要塞なり」という意味のスワジランドのモットーである「Siyinqaba」という言葉が書かれている。